# چشم‌آبی ناهویدا
چشم‌آبی ناهویدا (نام علمی: Pseudomugil inconspicuus) نام یک گونه از سرده ماهی‌های چشم‌آبی است.